# S.A. 103 Émouchet
Dimensions
L' Arsenal Émouchet, plus connu sous les noms de Sports Aériens Émouchet, Air Émouchet, ou Guerchais Roche Émouchet, est un planeur monoplace de performances modestes, conçu par Raymond Jarlaud et produit pour la première fois en France au cours de la Seconde Guerre mondiale. La production a continué après-guerre, où l’Émouchet a joué un rôle important dans le rééquipement des clubs français.

## Conception et développement
L'Émouchet trouve son origine en septembre 1938 dans un montage artisanal de monsieur Mangeot qui à la suite de l'accident du planeur polonais Salamandra de son association et le refus des allemands de lui vendre un Grunau Baby pour le remplacer fabrique un fuselage ressemblant à celui du Grunau pour recevoir les ailes et les empennages du Salamandra. Il cède les plans de son Émouchet aux "Sports aériens" contre la possibilité pour les membres du club de voler sur les planeurs du centre national. 
La version définitive est conçue et construite par l'Arsenal de l'Aéronautique pendant la Seconde Guerre mondiale. C'est un planeur d'entrainement monoplace en bois entoilé avec un cockpit ouvert influencé, comme beaucoup d'autres, par le Grunau Baby. L'aile mono-longeron en structure bois entoilée possède une partie centrale à corde constante puis des panneaux extérieurs effilés terminés par des saumons arrondis. Le bord de fuite de ces panneaux est occupé par les ailerons. Il n'y avait ni volets ni aérofreins sur le premier modèle SA 103, mais, plus tard, l'Arsenal SA 104 aura des aérofreins à mi-corde à l'extrémité de la section centrale.
Comme sur le Grunau Baby, l'aile est haute, placée au-dessus du fuselage sur un pylône qui s'estompe rapidement après le bord de fuite. L'aile est reliée à la partie inférieure du fuselage par un court mat en acier de chaque côté.
Le poste de pilotage ouvert de l'Émouchet est juste en l'avant du bord d'attaque de l'aile. La section transversale du fuselage est hexagonale. Le fuselage est entièrement coffré en contreplaqué. Les empennages entoilés sont nettement différents de ceux du Grunau, avec le stabilisateur horizontal surélevé au-dessus du fuselage sur un replat en avant de la fine dérive et avec des surfaces de contrôle arrondies. Le gouvernail , en particulier, est large et arrondi,.
Le SA 103 atterrit sur un patin et une béquille de queue mais une roue a été ajoutée au SA 104.

## Historique opérationnel
Le SA 103 Émouchet a été choisi pour une production en quantité sous le régime de Vichy, avec environ 200 construits. Après la guerre, le gouvernement français l'a inclus dans une liste de quatre types de planeurs d'entrainement monoplaces après formation initiale sur biplace Caudron C.800. Les Ateliers Roche Aviation (Guerchais Roche) ont construit 150 SA 103 et 100 SA 104.
Trois restaient inscrits sur le registre des avions civil français en 2010.
Les Ets Victor Minié ont également construit 27 Émouchet SA 104. Ils ont aussi participé à une collaboration avec la SNECMA qui a consisté à monter quatre pulsoréacteurs Escopette 3340 sous les ailes d'un Émouchet à environ 2.50 m du fuselage par l'intermédiaire d'un mat principal situé entre longeron et bord d'attaque et de deux tubes en V au bord de fuite. Chaque moteur produisait une poussée de 98 N pour un poids de 4,5 kg. Cet avion a volé pour la première fois le 30 novembre 1950. Au mois de juin suivant un deuxième avion volait avec six de ces moteurs. Plus tard, un pulsoréacteur plus puissant, le Tromblon, a été utilisé,. Les Émouchet ainsi motorisés ont participé aux salons du Bourget de 1951 et 1953 mais, à l'issue des essais, le moteur fusée a été préféré au pulsoréacteur.
En 1951, pour tester la formule du pilotage couché, le SA 103 N°18 a été modifié avec un imposant nez vitré qui a également imposé l'agrandissement de la dérive et de la gouverne de direction. Le pilote était installé à plat ventre avec un manche tombant en face du bras droit pour les commandes de profondeur et de gauchissement et une manette à main gauche à l'utilité incertaine. La direction était commandée par les pieds mais avec une cinématique inhabituelle : au lieu d'enfoncer les pédales, le pilote devait les faire pivoter avec le bout du pied. Le tableau de bord placé sous le pilote se consultait grâce à un miroir. La position de pilotage s'étant révélée peu ergonomique, très inconfortable et donnant en plus une très mauvaise visibilité au pilote l'expérimentation a rapidement été abandonnée.

## Variantes
SA 103
Conception originale, premier vol et production au cours de la seconde Guerre Mondiale, la production a continué d'après-guerre,. Au moins 350 construits,.
SA 104
Premier vol autour de 1950; il est plus lourd avec des aérofreins et une roue d'atterrissage. Au moins 150 construits.
Minié Emouchet Escopette
Une modification par la Société Minié Aéronautiques avec au départ quatre, plus tard six, pulsoréacteurs SNECMA Escopette sous les ailes, remplacés plus tard par des pulsoréacteurs Tromblon. Premier vol le 30 novembre 1950.
SA 103 pilote couché
Un SA 103 a été modifié pour test de vol couché pour l'Arsenal VG 70.